# Organoceriumchemie
In de organoceriumchemie worden stoffen bestudeerd waarin een directe binding optreedt tussen koolstof en cerium. Het element cerium is een metaal, de organoceriumchemie is dus een subdiscipline van de organometaalchemie. De organoceriumchemie bestudeert de eigenschappen, de syntheseroutes en toepassingen van deze verbindingen.

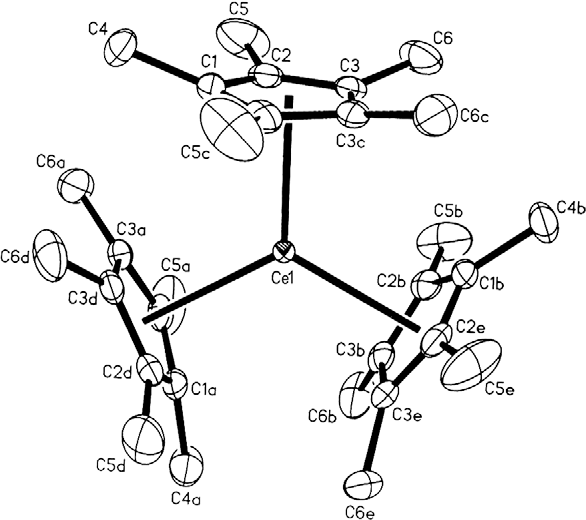
Figuur 1: Kristalstructuur van (η^{5}-C_{5}Me_{5})_{3}Ce(III).

In het algemeen zijn organoceriumverbindingen niet te isoleren: de eigenschappen van de verbindingen worden onderzocht in oplossingen via de reacties van de stoffen met andere verbindingen. Hierop bestaan echter uitzonderingen: het complex van drie moleculen pentamethylcyclopentadieen met cerium is zo stabiel dat de kristalstructuur middels röntgendiffractie kan worden opgehelderd (zie de figuur 1 hiernaast). Van cerium zijn complexen bekend met de oxidatiegetallen +3 en +4. Uiteraard is de voor lanthaniden standaardvalentie +3 ruim vertegenwoordigd, maar ook van cerium(IV) zijn complexen beschreven. Ten gevolge van hun hoge E°-waarde - Ce4+ is een sterke oxidator - zijn de toepassingen van de Ce(IV)-verbindingen beperkt. De organocerium(III)verbindingen worden in de organische synthese toegepast als niet-basische koolstofnucleofielen. Omdat cerium bovendien weinig toxisch is, vormen de organoceriumverbindingen een milieuvriendelijk alternatief voor andere organometaalverbindingen. In de literatuur zijn een aantal reviews met betrekking tot de toepassingen van organoceriumverbindingen beschikbaar.

## Structuur
Over de structuur van organoceriumverbindingen bestaat nog geen overeenstemming. Wel al is duidelijk dat zowel het oplosmiddel (ether of THF) als de syntheseroute (beter: de aanwezigheid van bijproducten uit de reactie) van invloed kunnen zijn op de structuur van deze verbindingen. Wordt gebruikgemaakt van organolithiumverbindingen dan zijn de aanwijzingen sterk dat sprake is van een echte organoceriumverbinding: R-CeCl2. Als uitgegaan wordt van Grignard-reagentia dan kunnen de verbindingen beter beschreven worden als aatcomplexen: R-MgX•CeCl3.

## Synthese
In zijn algemeenheid worden organoceriumverbindingen gemaakt via transmetallatie van de overeenkomstige organolithium- of Grignardverbindingen. De meest gebruikte bron voor cerium is dan watervrij cerium(III)chloride, dat door dehydratatie van het commercieel verkrijgbare heptahydraat. Het cerium voor toevoeging van andere reagentia eerst laten complexeren aan THF is een belangrijk onderdeel van veel voorschriften: Laat THF minstens twee uur onder krachtig roeren inwerken op het ceriumzout.
Inmiddels zijn organoceriumverbindingen beschreven op basis van alkyl, alkenyl en alkynyl evenals ceriumenolaten. De stabiliteit van de verbindingen is vrijwel onafhankelijk van de syntheseroute, via organolithium- of organomagnesiumverbindingen, met uitzondering van de ethenylverbindingen, die op basis van lithium stabieler zijn dan op basis van magnesium. De achtergrond van de overeenkomsten en verschillen zijn nog steeds (januari 2012) niet duidelijk. Functionele groepen die stabiel zijn in de gemetalleerde uitgangsstoffen zijn dat meestal ook in de organceriumverbindingen. In onderstaande figuur is een overzicht opgenomen van de verschillende organoceriumverbindingen, met daarbij ook enkele "exotische gevallen".

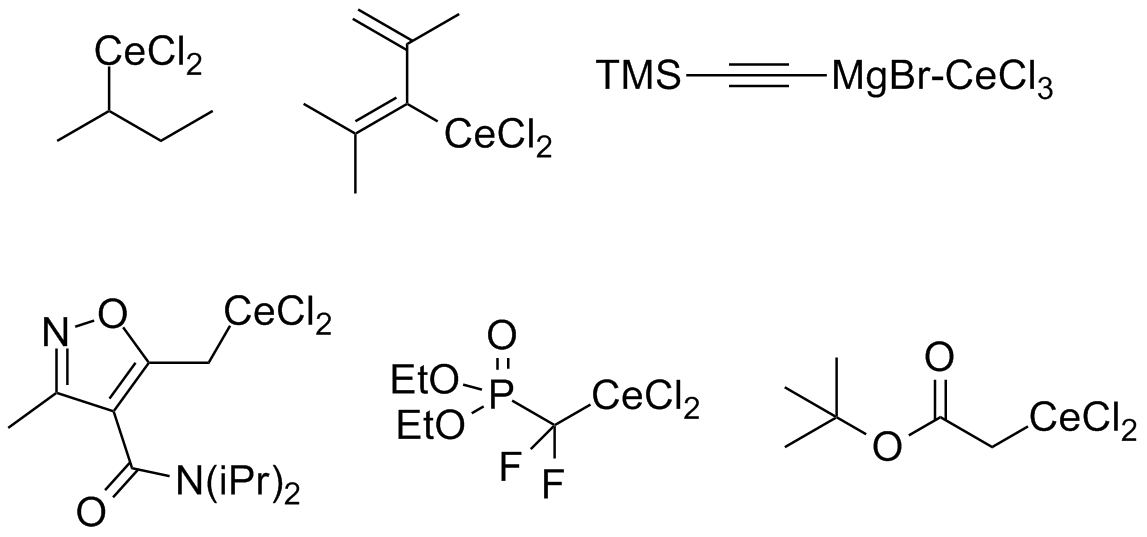
Figuur 2: Voorbeelden van enkele organoceriumverbindingen

## Reacties
Organoceriumreagentia worden bijna uitsluitend toegepast in additiereacties in hetzelfde synthetische bereik als de organolithium- en de organomagnesiumverbindingen. In dit type reacties vertonen de ceriumverbindingen echter enkele eigenschappen waarmee ze zich positief onderscheiden van de andere typen reagentia.

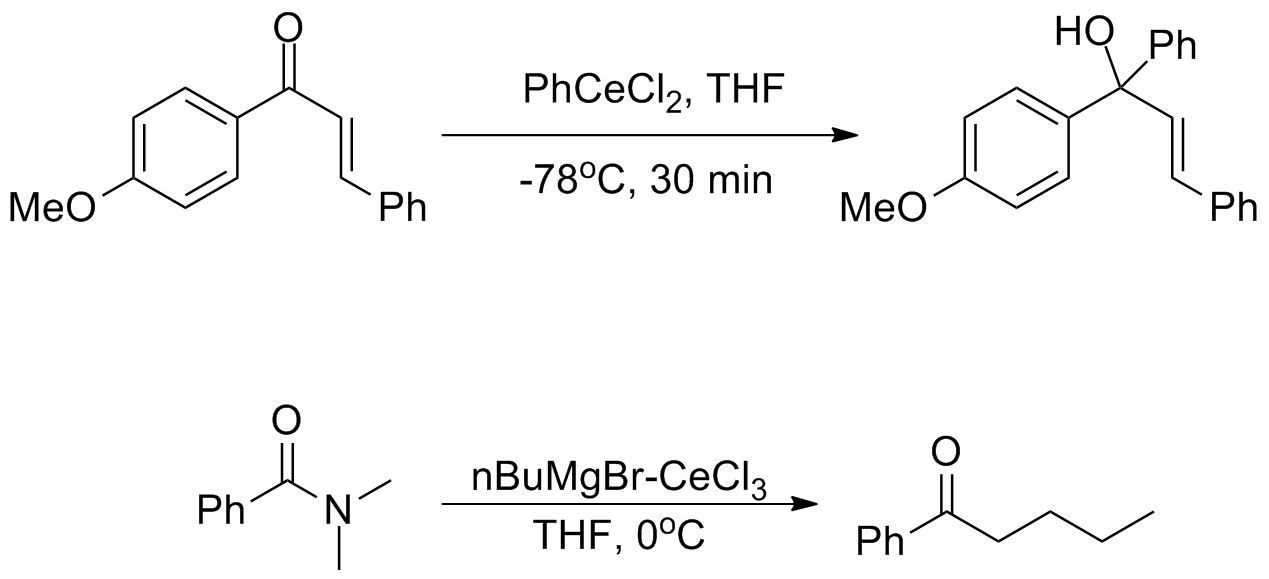
Figuur 5: Reactiviteit en selectiviteit van organoceriumverbindingen

Organoceriumverbindingen zijn zeer sterke nucleofielen, die zelfs in staat zijn aan imines te adderen zonder dat activerende lewiszuren nodig zijn. In figuur 3 (hieronder) wordt in de bovenste reactie het imine gevormd door de verticaal getekende dubbele binding tussen stikstof (N) en koolstof. De methylgroep van de organoceriumverbinding eindigt als substituent aan het koolstofatoom van de dubbele bande.

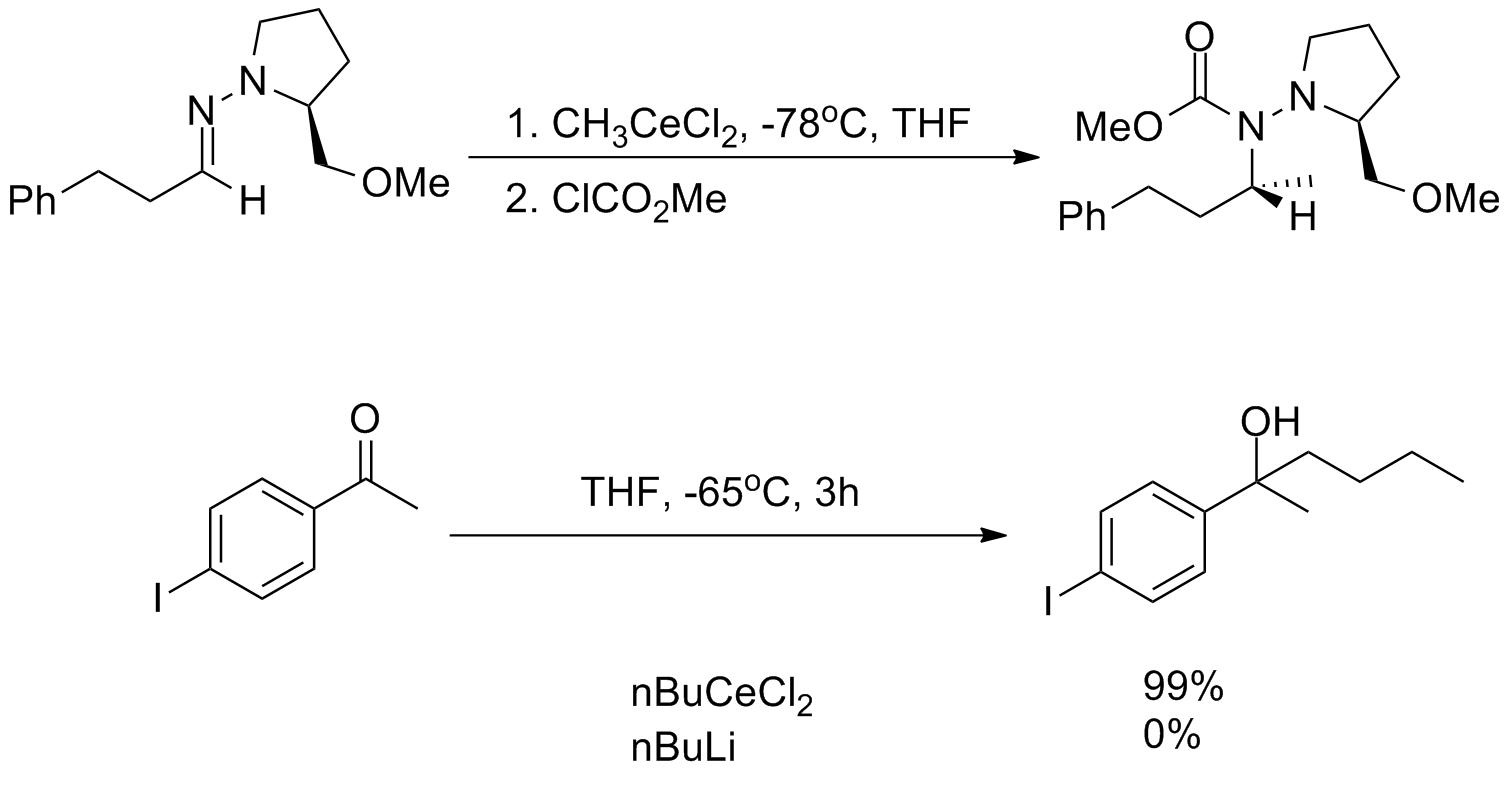
Figuur 3: Organoceriumreagentia als nucleofiel

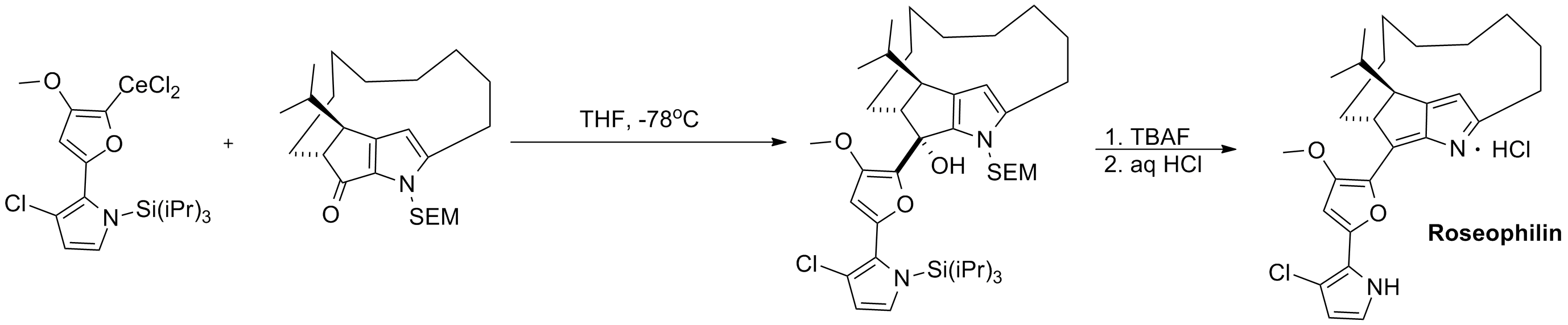
Figuur 6: Totaalsynthese van roseophiline, toepassing van een organoceriumreagens

Ondanks deze hoge reactiviteit zijn organoceriumverbindingen vrijwel niet basisch waardoor de aanwezigheid van enoliseerbare α-protonen, vrije amine- en vrije alcoholgroepen geen probleem vormen bij toepassingen. De tweede reactie in figuur 3 laat het effect zien van de verwisseling van een organolithiumverbinding voor een die gebaseerd is op cerium. In figuur 4 (hieronder) wordt dat nogmaals geïllustreerd door een totaal verschillend hoofdreactieproduct, slechts door het verwisselen van een Grignard voor een ceriumreagens.

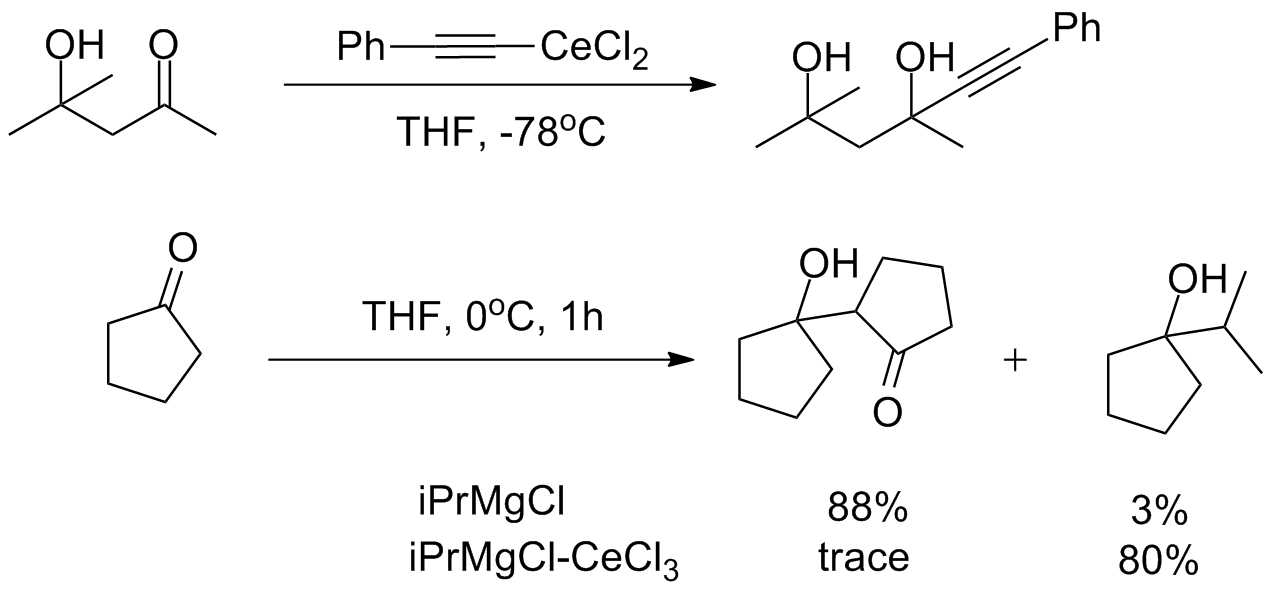
Figuur 4: Non-basische eigenschappen bij organoceriumreagentia

De hoge oxofilie van cerium heeft tot gevolg dat reacties een hoge 1,2-selectiviteit in reacties met geconjugeerde elektrofiel vertonen, vergelijkbaar met organolithiumreagentia. Anderzijds kunnen organoceriumverbindingen ingezet worden om ketonen te synthetiseren op basis van acylverbindingen zonder dat het gevormde product onder de reactieomstandigheden nogmaals met het reagens reageert. Deze unieke tweeslachtigheid wordt in de organolanthanidechemie algemeen aangetroffen.
Organoceriumverbindingen ten slotte spelen een belangrijke rol in enige totaalsyntheses. In figuur 6 hieronder is de sleutelreactie in de synthese van roseophiline weergegeven. Van roseophiline wordt verwacht dat het een sterk cytostaticum en antibioticum zal zijn.

## Navigatie
Navigatie Koolstof-elementbinding